# Eutrichosiphum tattakanum
Eutrichosiphum tattakanum är en insektsart som först beskrevs av Takahashi, R. 1925.  Eutrichosiphum tattakanum ingår i släktet Eutrichosiphum och familjen långrörsbladlöss.

## Underarter
Arten delas in i följande underarter:
- E. t. tattakanum
- E. t. assamense